# Ясеневая улица (Москва)
Я́сеневая у́лица — улица, расположенная в Южном административном округе города Москвы на территории районов Зябликово и Орехово-Борисово Южное.

## История
Улица получила своё название, образованное от слова «ясень», 19 марта 1976 года в связи с перепланировкой территории и упразднением одноимённой улицы в Бирюлёве

## Расположение
Ясеневая улица проходит от Шипиловского проезда на северо-восток, с севера к ней примыкает Домодедовская улица, далее Ясеневая улица пересекает Каширское шоссе, с севера к ней примыкает улица Генерала Белова, затем Ясеневая улица пересекает Елецкую улицу, далее Ясеневая улица по плавной дуге поворачивает на север, а с юго-востока к ней примыкает Тамбовская улица, затем Ясеневая улица пересекает Воронежскую улицу и проходит до Орехового бульвара, за которым продолжается как улица Мусы Джалиля. Большая часть улицы расположена на территории района Орехово-Борисово Южное, участок севернее Воронежской улицы — на территории района Зябликово. Восточнее Ясеневой улицы между Тамбовской и Воронежской улицами расположен Садковский овраг. Нумерация домов начинается от Шипиловского проезда.

## Примечательные здания и сооружения

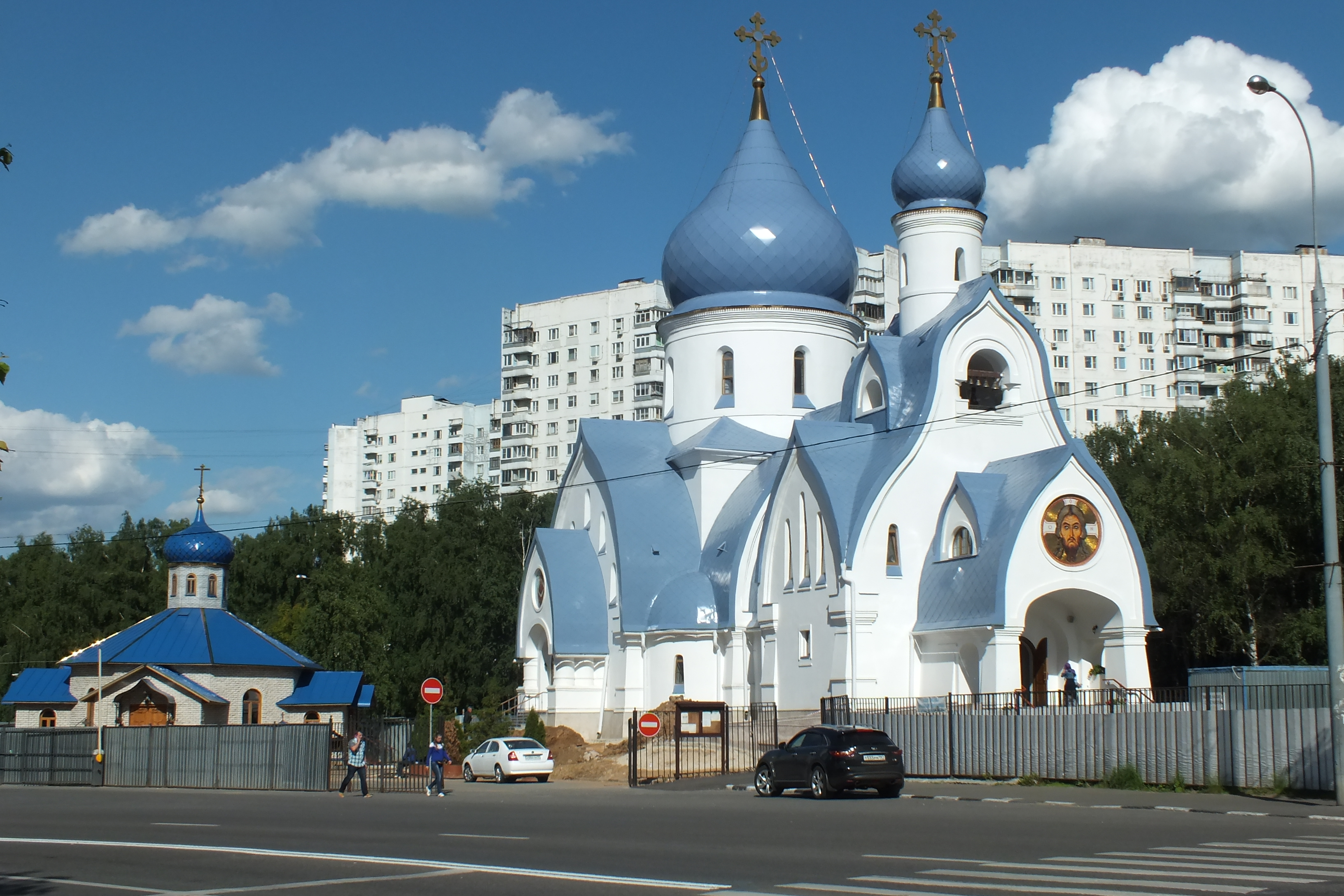
Храм, построенный в 2015 году недалеко от конечной 14-го микрорайона Орехово-Борисово

По нечётной стороне:
По чётной стороне:

## Транспорт

### Автобус
- м77: метро «Текстильщики» — Каширское шоссе, МКАД.
- м82: 6-я Радиальная улица — 14-й микрорайон Орехова-Борисова.
- 828: метро «Красногвардейская» — метро «Домодедовская».
- 837: метро «Красногвардейская» — метро «Тёплый Стан».
- 887: метро «Алма-Атинская» — Тамбовская улица.
- 899: метро «Красногвардейская» — метро «Коломенская».
- с819: метро «Красногвардейская» — Каширское шоссе, МКАД.
- с848: метро «Красногвардейская» — метро «Каширская».
- с894: метро «Орехово» — Гурьевский проезд.

### Метрополитен
- Станция «Домодедовская» Замоскворецкой линии — севернее улицы, на пересечении Каширского шоссе и Орехового бульвара.
- Станции «Зябликово» Люблинско-Дмитровской линии и «Красногвардейская» Замоскворецкой линии (соединены переходом) — у северо-восточного конца улицы, на пересечении с Воронежской улицей (выход со станции «Зябликово») и с Ореховым бульваром (выход со станции «Красногвардейская»).